# Martin Velits
Martin Velits (Bratislava, 21 febbraio 1985) è un ex ciclista su strada slovacco, professionista dal 2007 al 2017, campione nazionale a cronometro nel 2010. Ha un fratello gemello, Peter, anch'egli ciclista professionista.

## Carriera
Velits si mise già in luce tra gli under 23, sfiorando anche due titoli nazionali, uno in linea ed uno a cronometro nel 2003. Nel 2004 corse per la Dukla Trenčín, dove si fece notare all'UAE International Emirates Post Tour negli Emirati Arabi Uniti, quindi riuscì a battere il fratello nel campionato nazionale a cronometro. Nel 2005 indossò la maglia del Team Konica Minolta, facendo subito bene in Sudafrica e vincendo il campionato nazionale nella categoria under 23 arrivando sul traguardo assieme al fratello Peter. L'anno successivo riuscì a conquistare buoni piazzamenti al Giro del Giappone, vinse il titolo nazionale su strada e arrivò secondo in quello a cronometro. Nel 2007 arrivò al Team Wiesenhof-Felt, con cui non trovò alcun successo.
Passò quindi al Team Milram, con cui partecipò alla Vuelta a España 2008 piazzandosi solo una volta nella top 10, nella quinta tappa, una cronometro di 40 km. Rimase assieme al fratello nella squadra tedesca anche nel 2009, dove ha ottenuto piazzamenti nella Vuelta a Andalucia-Ruta del Sol, che ha concluso al quarto posto, la vittoria del titolo nazionale su strada e la partecipazione alla Vuelta a España 2009. Nella quindicesima tappa, da Jaén a Cordova, è entrato in una fuga e rimediato un settimo posto, unico piazzamento in tutto il giro.
Lui e il fratello vengono messi sotto contratto dal Team HTC-Columbia nel 2010. La nuova stagione inizia con un ottavo posto nell'inedito Tour of Oman. A luglio trionfa nuovamente nel campionato nazionale. A settembre partecipa alla Vuelta a España, correndo insieme al fratello, e conquista la prima tappa, una cronosquadre, tagliando il traguardo nelle prime posizioni. Va inoltre in fuga nella quindicesima tappa e riesce a conquistare il terzo posto.

## Palmarès
- 2003 (Juniores, tre vittorie)

Grand Prix Rüebliland
3ª tappa Niedersachsen Rundfahrt (Hildesheim > Hildesheim)
- 2004 (Dukla Trencin, una vittoria)

Campionati slovacchi, Prova a cronometro Under-23
- 2005 (Konica, due vittorie)

Campionati slovacchi, Prova in linea Under-23
3ª tappa Giro del Capo (Wellington > Wellington)
- 2006 (Konica, due vittoria)

Campionati slovacchi, Prova in linea Under-23
94.7 Challenge - Riversands
- 2010 (Team HTC-Columbia, una vittoria)

Campionati slovacchi, Prova a cronometro

### Altri successi
- 2008 (Team Milram, una vittoria)

Classifica giovani Tre Giorni delle Fiandre Occidentali
- 2010 (Team HTC-Columbia, una vittoria)

1ª tappa Vuelta a España (Siviglia, cronosquadre)
- 2013 (Omega Pharma-Quickstep, una vittoria)

1ª tappa Tirreno-Adriatico (San Vincenzo > Donoratico, cronosquadre)

## Piazzamenti

### Grandi Giri
- Giro d'Italia

2012: non partito (18ª tappa)
- Tour de France

2012: 88º
- Vuelta a España

2008: 73º
2009: 95º
2010: 106º
2011: 125º
2014: 130º
2015: 117º
2016: 152º

### Classiche monumento
- Milano-Sanremo

2009: 154º
2013: 125º
- Giro delle Fiandre

2008: ritirato
2009: 63º
2010: ritirato
2011: 65º
- Parigi-Roubaix

2009: 80º
2010: ritirato
- Liegi-Bastogne-Liegi

2010: 137º
- Giro di Lombardia

2008: 47º
2010: ritirato
2011: ritirato

### Competizioni mondiali
- Campionati del mondo

Hamilton 2003 - Cronometro Juniores: 26º
Hamilton 2003 - In linea Juniores: 19º
Verona 2004 - Cronometro Under-23: 43º
Verona 2004 - In linea Under-23: ritirato
Madrid 2005 - In linea Under-23: 80º
Salisburgo 2006 - Cronometro Under-23: 31º
Salisburgo 2006 - In linea Under-23: 52º
Stoccarda 2007 - Cronometro Under-23: 31º
Stoccarda 2007 - In linea Under-23: 36º
Varese 2008 - In linea Elite: ritirato
Mendrisio 2009 - Cronometro Elite: 34º
Mendrisio 2009 - In linea Elite: 90º
Melbourne 2010 - Cronometro Elite: 27º
Melbourne 2010 - In linea Elite: 53º
Copenaghen 2011 - In linea Elite: 69º
Limburgo 2012 - In linea Elite: ritirato
Toscana 2013 - In linea Elite: ritirato
Ponferrada 2014 - In linea Elite: ritirato